# Пятьдесят карбованцев
Пятьдесят карбованцев  (укр. П'ятдесят карбованців) — номинал денежных купюр, выпускавшихся:
- Украинской Народной Республикой в 1918—1919 годах;
- Вооружёнными силами Юга России в 1919 году;
- Украинской Социалистической Советской Республикой в 1920 году;
- Рейхскомиссариатом Украина в 1942—1944 годах;
- Национальным банком Украины в 1992—1994 годах.

## Банкноты 1918—1920 годов
Выпуск знаков Государственного казначейства в 50 карбованцев начат Украинской Народной Республикой в апреле 1918 года. Купюры печатались в типографии В. Кульженко в Киеве до 26 марта 1919 года и в Одессе до мая 1919 года. Первоначально купюры выпускались без указания серии, на более поздних выпусках указывалась серия: АК (Киев) или АО (Одесса).
После взятия Одессы частями деникинской армии весной 1919 года выпуск этих купюр был продолжен. Правительством Украины банкноты выпуска ВСЮР (серия АО номера 210—235) были объявлены фальшивыми.
В 1920 году советским правительством Украины было изготовлено несколько десятков миллионов купюр, предназначенных для правительства Галицийской Социалистической Советской Республики. На купюрах этого выпуска указана серия АО номера 236—250. 
Подготовленный к выпуску денежный знак в 50 карбованцев с советской символикой в обращение не был выпущен, известны единичные пробные экземпляры этой купюры.

## Банкнота Рейхскомиссариата Украина
В центре на фоне номинала цифрами «50» номинал прописью на немецком языке: FÜNFZIG KARBOWANEZ (Пятьдесят карбованцев). Под ним текст: Ausgegeben auf Grund der Verordnung vom 5. März 1942 / ROWNO, den 10. März 1942. ZENTRALNOTENBANK UKRAINE (Выпуск на основании распоряжения от 5 марта 1942 г. Ровно, 10 марта 1942 г. Центральный эмиссионный банк Украины). В самом низу — подпись управляющего банка, справа от подписи штамп в виде герба Германской империи (орёл с распростёртыми крыльями держит венок из дубовых ветвей со свастикой), снизу по часовой стрелке надпись по кругу: ZENTRALNOTENBANK UKRAINE. По четырём углам банкноты номинал цифрами, слева вертикальная надпись большими буквами снизу вверх: FÜNFZIG (Пятьдесят), отделённая рамкой от основного поля банкноты. Справа в прямоугольной фигурной мандале — портрет шахтёра в каске на фоне интерьера шахты, под ним обозначение серии, отделённое точкой от шестизначного номера; все цифры и точка — красного цвета. Цвета фона — коричневый и зелёный, цвет печати — чёрно-синий.
В центре в округлой фигурной мандале номинал большими цифрами. Вверху в две строки надпись на немецком языке: ZENTRALNOTENBANK UKRAINE / FÜNFZIG KARBOWANEZ, снизу под цифрой та же надпись на украинском языке: П’ЯТЬДЕСЯТ КАРБОВАНЦІВ / ЦЕНТРАЛЬНИЙ ЕМІСІЙНИЙ БАНК УКРАЇНА. Слева от центрального номинала — предостерегающая надпись в три строки: GELDFÄLSCHUNG WIRD MIT ZUCHTHAUS BESTRAFT, справа от номинала та же надпись на украинском языке: ФАЛЬШУВАННЯ ГРОШЕВИХ ЗНАКІВ КАРАЄТЬСЯ ТЯЖКОЮ ТЮРМОЮ (Изготовление фальшивых денежных знаков карается тюремным заключением). По четырём углам банкноты номинал цифрами. Цвета фона — коричневый и зелёный, цвет печати — чёрно-оливковый.
Банкнота в 50 карбованцев выпущена в обращение в 1942 году Центральным эмиссионным банком Украины. Использовалась до конца 1944 года.

## Банкнота 1992—1994 годов
Банкноты номиналом 50 карбованцев были изготовлены на Специальной банковской типографии во Франции в 1991 году.
Банкноты печатались на белой бумаге. Размер банкнот составлял: длина 105 мм, ширина — 53 мм. Водяной знак — «паркет».
На аверсной стороне банкноты в центральной части слева размещено скульптурное изображение Лыбеди с Памятного знака в честь основания Киева. С правой стороны на банкноте содержатся надписи Украина, Купон, 50 карбованцев, Национальный банк Украины и год выпуска — 1991.
На реверсной стороне банкноты размещено гравюрное изображение Софийского собора в Киеве и в каждом из углов обозначен номинал купюры. Преобладающий цвет на обеих сторонах — зелёный.
Банкнота введена в обращение 10 января 1992, изъята — 1 октября 1994 года.